# Tokyo Broadcasting System
Tokyo Broadcasting System, Inc. (株式会社東京放送?, Kabushiki-gaisha Tōkyō Hōsō), o TBS, è un gruppo radiotelevisivo giapponese con sede a Tokyo.

## Storia
TBS ha 28 reti televisive affiliate denominate in JNN (Japan News Network) e 34 stazioni radio affiliate denominate JRN (Japan Radio Network) conosciute anche come TBS Radio (TBSラジオ?). I programmi televisivi della TBS sono prodotti dalla Tokyo Broadcasting System Television, Inc. (株式会社TBSテレビ?).
TBS ha prodotto il game show Takeshi's Castle, esportato in vari paesi tra cui Indonesia (RCTI, TPI), Germania (DSF), Regno Unito (Challenge), Spagna (Telecinco e poi Cuatro TV), Italia (inizialmente come parte di Mai dire Banzai su Italia 1), Filippine (IBC), India (Pogo TV) e negli USA (Spike TV, con il nome MXC - Most Extreme Elimination Challenge. Questa rete televisiva ha prodotto anche la serie di Ultraman.

## Uffici della TBS
- Sede centrale e studi televisivi - 3-6, Akasaka 5 Chome, Minato-ku, Tokyo, Giappone
- Studi televisivi di Midoriyama - 2100, Midoriyama, Aoba-ku, Yokohama, Giappone
- Uffici di Kansai - 5-25, Umeda 2 Chome, Kita-ku, Osaka, Giappone
- Uffici di Nagoya e sede secondaria - 23-31, Nishiki 3 Chome, Naka-ku, Nagoya, Giappone

## Gruppo TBS
Radio e televisione
- Tokyo Broadcasting System Television, Inc.
- TBS Radio & Communications, Inc.
- TBS Service, Inc.
- TBS-Vision, Inc.
- ACS, Inc.
- Akasaka Video Center Co., Ltd.
- Tokyo Broadcasting System International, Inc.
- TBS TriMedia, Inc.
- Dreamax Television
- Akasaka Graphics Art, Inc.
- F&F, Inc.
- Telecom Sounds
- Procam Co., Ltd.
- Jasc
- VuCast

Commercio immobiliare
- Midoriyama Studio City
- TBS Planning, etc.

Altro
- Yokohama DeNA BayStars (squadra di baseball)

## Azionisti della TBS
1. Rakuten Media Investment, Inc. - 15.71%
2. EM Planning - 9.91%
3. The Master Trust Bank of Japan, Ltd. - 4.89%
4. The Master Trust Bank of Japan, Ltd. - 4.73%
5. Nippon Life Insurance Company - 4.11%
6. Trust & Custody Services Bank, Ltd. - 3.34%
7. Sumitomo Mitsui Banking Corporation - 3.01%
8. Mainichi Broadcasting System, Inc. - 2.81%
9. Mitsui & Co., Ltd. - 2.25%
10. Japan Trustee Services Bank Co., Ltd. - 2.08%

## Frequenze

### Analogico
JORX-TV (chiamata formalmente: JOKR-TV) - TBS Television (TBSテレビジョン - 東京放送?)
- Torre di Tokyo - Canale 6

Isole di Tokyo
- Niijima - Canale 56

Prefettura di Ibaraki
- Mito - Canale 40

Prefettura di Tochigi
- Utsunomiya - Canale 55

Prefettura di Gunma
- Maebashi - Canale 56
- Kiryu - Canale 55

Prefettura di Saitama
- Chichibu - Canale 18

Prefettura di Chiba
- Narita - Canale 55
- Tateyama - Canale 56

Prefettura di Kanagawa
- Yokohama-minato - Canale 56
- Yokosuka-Kurihama - Canale 39
- Hiratsuka - Canale 37
- Odawara - Canale 56

### Digitale
JORX-DTV - TBS Digital Television (TBSデジタルテレビジョン?)
- Torre di Tokyo - Canale 22
- Mito - Canale 15
- Utsunomiya - Canale 15
- Maebashi - Canale 36
- Hiratsuka - Canale 22

## Programmi
Lista dei maggiori programmi trasmessi dalla rete televisiva:
- Mino Monta no Asa Zuba! (みのもんたの朝ズバッ!!?)
- Sanma's Super Karakuri-TV (さんまのスーパーからくりTV?)
- Groovy After School! MAX (学校へ行こう!MAX?)
- Zubari Iuwayo! (ズバリ言うわよ!?)
- Utaban (うたばん?)
- THE Pro Yakyu 2025 (ザ・プロ野球2025?)
- Count Down TV
- The World Heritage
- Dragon Zakura (ドラゴン桜?)
- Princess Resurrection
- Japan Record Award (輝く!日本レコード大賞?)
- Food Battle Club
- Ninja Warrior
- Takeshi's Castle
- The Masters Tournament
- Toray Pan Pacific Open
- Campionati del mondo di atletica leggera
- The News (総力報道!THE NEWS?)
- Karei-naru Ichizoku (華麗なる一族?)
- Lincoln (リンカーン?)

### Anime
- 8 Man
- 009-1
- Oh, mia dea!
- Air
- Appleseed
- Asatte no hōkō
- Astro Boy
- Black Cat
- Binchō-tan
- BLOOD+
- Blue Gender
- Card Captor Sakura
- Chargeman Ken!
- Chobits
- Clannad
- Code Geass: Lelouch of the Rebellion
- Colorful
- Akihabara dennō gumi
- Dancouga
- Darker than Black
- Death Note
- Denpa onna to seishun otoko
- Di Gi Charat
- Dragon Quest
- Dragon Ball Z
- Emma - Una storia romantica
- Eureka Seven
- Fate/stay night
- Fruits Basket
- Fullmetal Alchemist
- Get Backers
- Heat Guy J
- Hidamari sketch
- Iketeru futari
- IS (Infinite Stratos)
- Jewel BEM Hunter Lime
- Kanon
- Kirby
- Kiba
- Legend of the Mystical Ninja
- Lovely Complex
- Macross 7
- Mahoromatic
- Mobile Suit Gundam 00
- Mobile Suit Gundam SEED
- Mobile Suit Gundam SEED Destiny
- Monster Rancher
- Naruto
- Naruto Shippuden
- Nyan Koi!
- One Piece
- Ookiku Furikabutte
- Lo stregone Orphen
- Pet Shop of Horrors
- Ping Pong Club
- Pita-Ten
- Power Stone
- Bishōjo senshi Sailor Moon
- Princess Resurrection
- Rave - The Groove Adventure
- Record of Lodoss War
- REC
- Reign: The Conqueror
- Romeo × Juliet
- Rozen Maiden
- Rozen Maiden: Träumend
- Rozen Maiden: Ouverture
- Sailor Moon
- Sakura Wars
- School Rumble
- Narutaru
- Shinkyoku Sōkai Polyphonica
- Laura
- Sonic X
- Spriggan
- Ichigo Mashimaro
- Sugar: A Little Snow Fairy
- Sweet Valerian
- Tantei gakuen Q
- The Melody of Oblivion
- Kono minikuku mo utsukushii sekai
- To Love Ru Trouble
- To Love Ru Trouble OAV
- To Love Ru Motto
- To Love Ru Darkness
- To Love Ru Darkness OAV
- Tokyo Mew Mew - Amiche vincenti
- Trinity Blood
- Tsukihime
- Lamù
- Streghe per amore
- Verso la Terra...
- Vexille
- XxxHOLiC
- Sei in arresto!
- You're Under Arrest!: Full Throttle
- Zipang
- Zoids